# Shakha

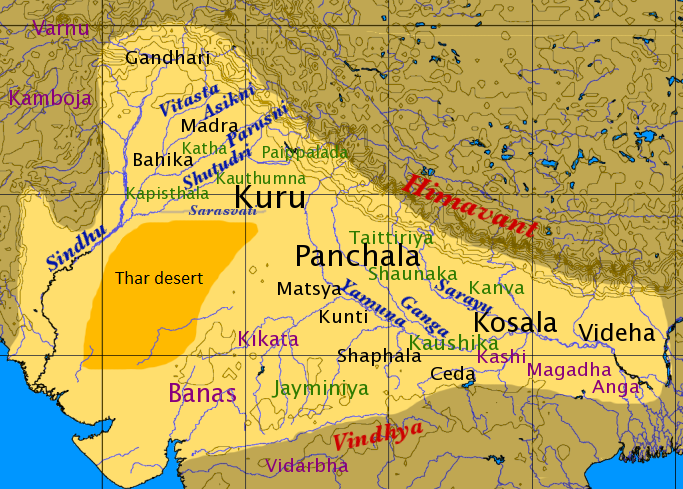
Mapa da Índia védica na Idade do Ferro após Witzel (1989). Localizações hipotéticas dos shakhas védicos são mostradas em verde.

Shakha (IAST śākhā), literalmente "tronco" ou "membro", é o termo sânscrito para uma recensão ou versão dos textos védicos de acordo com uma escola particular.  Os estudiosos de um dado shakha são corretamente denominados caraṇa, mas o termo shakha é também usado para se referir aos membros da escola.
Shaunaka, em seu Caraṇa-vyūha, lista os shakhas para cada Veda:
- 5 para o Rigveda:  Śākala, Bāṣkala, Ashvalayana, Shankhayana, Mandukayana
- 42 ou 44 para o Yajurveda, de um total de 68
- 12 para o Samaveda (mas mil teriam existido)
- 9 para o Atarvaveda.

Só um número menor de recensões sobreviveu. O Rigveda é conhecido só na shakha Shakala (com fragmentos de Bashkala sobreviventes), o Yajurveda é conhecido em cinco (parcialmente em seis) shakhas (Vajasaneyi Madhandina, Kanva; Taittiriya, Maitrayani, Caraka-Katha, Kapisthala-Katha), o Samaveda em um ou dois (Jaiminiya e Kauthuma), o Atarvaveda em dois (Shaunakiya e Paippalada).
Relativo ao texto dos próprios vedas (os mantras), as diferenças entre os shakhas são pequenas, exceto no caso do Atharvaveda. A tradição Paippalada foi discontinuada, e o seu texto é conhecido somente por um manuscrito descoberto no século XIX. Ambas as tradições Shaunakiya e Paippalada contêm corrupção textual, e o texto original do Atarvaveda só pode ser aproximado com uma comparação entre os dois. A recensão Bashkala do Rigveda tem os Khilani, que não estão presentes no texto Shakala.
Associados aos Vedas estão comentários, sendo os mais antigos os brâmanas. Esses textos são independentes para cada shakha, de forma que pareça que a formação dos shakhas na Índia védica corresponda ao começo do período bramânico do sânscrito védico (aproximadamente no décimo século a.C.).
- Rigveda: O shakha Shakala tem o brâmana Aitareya, o Bashkala tem o brâmana Kausitaki.
- Yajurveda: Os shakhas Yajurvedin são divididos em escolas "Brancas" e "Negras". As recensões Brancas têm brâmanas separados, enquanto as negras têm os seus brâmanas entremeados entre os mantras.
  - Yajurveda Branco: vājasaneyi madhyandina, vājasaneyi kānva: brâmana Shatapatha
  - Yajurveda Negro: taittirīya saṃhita com um brâmana adicional, brâmana Taitiriya, maitrayani saṃhita, caraka-katha saṃhita, kapiṣṭhala-katha saṃhita.
- Samaveda: O shakha Kauthuma tem o PB, SadvB, o shakha Jaiminiya tem o Jaiminiya Brahmana.
- Atharvaveda: Nenhum Brahmana é conhecido pelo Shaunaka shakha; o Paippalada é possivelmente associado com o Gopatha Brahmana.

Similar aos brâmanas, os shakhas Aranyakas, Shrautasutras,  Grhyasutras e Upanixades independentes.